# Харишчандра, Бхаратенду
Бхаратенду Харишчандра (санскр. भारतेन्दु हरिश्चन्द्र; 9 сентября 1850, Варанаси — 6 января 1885, Варанаси) — индийский поэт и писатель

 на языке хинди, основатель литературного хинди.

## Биография
Родился в Каши (Варанаси), в семье поэта Гопала Чандра Бабу, известного также под прозвищем «Giridhar Das». Происходил из богатого и уважаемого рода вайшьев. Когда Харишчандре исполнилось пять лет, умерла его мать. В возрасте семи лет Харишчандра стал очевидцем Восстания сипаев. В десять лет умер его отец и он остался на попечении у мачехи.
Харишчандра учился в «Queens College» в родном городе. В юности на него оказало влияние Бенгальское Возрождение. Он придерживался прогрессивных взглядов для своего времени и считал, что у англичан можно многое заимствовать. К примеру, он критиковал детские браки, запрет вдовам выходить замуж вторично и был сторонником женского образования.
Он основал несколько литературно-публицистических журналов («Кави-вачан-судха»/«Нектар речи поэта», «Харишчандра магазин»/«Журнал Харишчандры» и др.) и театральное общество в родном городе, в котором выступал в качестве режиссёра и актёра. Многим литераторам он помогал деньгами. Звание «Бхаратенду» было присвоено ему в 1880-х годах учеными из Каши. Умер от туберкулёза.
В Индии ежегодно вручается «Bhartendu Harishchandra Awards» в области журналистики и массовых коммуникаций, а также существует театральный институт в Лакхнау, носящий имя Бхаратенду.

## Творчество
Писал памфлеты, очерки, путевые записки, литературно-критические работы, стихи, пьесы. Владел многими языками: английским, санскритом, хинди, бенгали, гуджарати, маратхи, панджаби, урду и другими, что позволяло ему делать переводы.
Харишчандра стал основоположником сатирического направления в драматургии хинди. Первые драматические произведения Бхаратенду Харишчандры — «Видьясундар» (1868), «Справедливый Харишчандра» (1874) и другие — были вольным переводом с санскрита. В драме «Vaidiki himsa hitnsa na bhavati» (1873) он затрагивает проблему второго брака в индийском обществе. В драме «Горе Индии» (1880) он разоблачает систему угнетения колоний.
Всего Харишчандра создал около двух десятков драм, среди которых:
- «Видьясундар» (1868),
- «Справедливый Харишчандра» (1874),
- «Отдавшаяся любви» («Премджогини», 1875),
- «Чандравали» (1876),
- «Горе Индии» («Бхарат-дурдаша», 1880),
- «Темный городок» («Андхер-нагари», 1881).

С его именем связывают «Бхаратенду-юг» — период развития литературы хинди (1850—1900).